# Клен
Клен (лат. Acer campestre) је високо листопадно дрво из рода јавора.

## Распрострањеност
Клен има врло широк ареал, од севера Енглеске, југа Шведске и Русије, преко већег дела Европе до западне Азије.

## Опис врсте
Стабло достиже висину до 20 м и пречник до 80 цм и често је кривудаво. Кора је светла, сивосмеђа и ситно испуцала. Крошња је лоптастог облика.
Листови су кожасти, на дугој петељци, доста ситни у односу на листове других врста јавора. Дланолики су, дубоко трорежњевити са по два бочна краћа режња. С лица су тамнозелени а са наличја бледозелени и маљави. У јесен пожуте, па поцрвене.
Цветови су светлозелени, скупљени у гроње. Изузетно је медоносна врста.
Плод чине две крилате орашице дуге 2-4 цм, при врху мало проширене, али при основи нису сужене. Крила стоје готово у истој равни.

## Галерија
- Кора дрвета
- Листови
- Јесења боја листа
- Цвасти
- Плод
- крошња
- Стабло клена
- Група кленова у парку
- Јесење боје крошње
- Жива ограда од клена

## Услови станишта
Клен је прилагодљива врста широке еколошке амплитуде. Код нас га има у низијским и брдским пределима, највише у зони храстова. Среће се у шумама Лужњака и пољског јасена (Querco-Fraxinetum Rud.), сладуна и цера (Quercetum farnetto ceris Rud.), китњака (Quercetum montanum Černj. et Jov.) и ксеротермним шумама медунца и грабића (Carpinetum orientalis serbicum Rud.).

## Употреба
Клен је тврдо дрво и у народу се најчешће користило за израду држаља за алатке. Кленовина је вредно дрво које може користити за музичке инструменте, столарство, резбарство и др.

## Значај у озелењавању
У озелењавању се може употребити за појединачну и групну садњу. Веома је погодан за формирање густих живих ограда различите висине